# 日本対がん協会
公益財団法人日本対がん協会（にほんたいがんきょうかい、英: the Japan Cancer Society、JCS）は、1958年発足の公益財団法人である。

## 沿革
- 1957年：日本癌学会総会での提唱がきっかけとなり、朝日新聞社が創立80周年記念事業として支援を決定、設立準備始まる。
- 1958年8月1日：財団法人として設立。
- 1960年9月：最初の「がん征圧月間」。以後毎年9月に実施。
- 1968年：創立10周年。神奈川県小田原市で第1回「がん征圧全国大会」開催。第1回「日本対がん協会賞」授賞。
- 2001年：朝日新聞社の協力を得て「朝日がん大賞」（日本対がん協会賞の特別賞。副賞100万円）を創設、第1回「朝日がん大賞」授賞。
  - 2001年1月1日：「日本対ガン協会」から「日本対がん協会」へ名称変更。
- 2006年：アメリカ合衆国で1985年に始められたがん患者支援イベント「リレー・フォー・ライフ」を、茨城県つくば市で初めて実施。

- 2010年10月1日：公益財団法人に移行。[1]
- 2017年11月：現住所に移転

## 組織
- 会長：垣添忠生（元国立がんセンター 総長、日本テレビホールディングス株式会社・日本テレビ放送網株式会社社外取締役)
- 理事長：後藤尚雄 （朝日新聞社顧問）
- 役員 ：代表理事・会長1名、代表理事・理事長1名、常務理事3名、理事5名で、理事計10名。うち常務理事1名が常勤・業務執行理事。
- 監事 ：清水隆（朝日新聞社執行役員財務担当兼財務本部長）、杉浦文彦(公認会計士）
- 評議員：アグネス・チャン ら14名
- 顧問：秋山耿太郎 （日本対がん協会前理事長）、武藤徹一郎 （がん研有明病院メディカルディレクター・名誉院長）[2]
- 東京を除く46道府県に「日本対がん協会グループ支部」を構成する提携団体[3]を有する。
- 所在地：東京都中央区銀座7-16-12 G－7ビルディング9階

## 事業
- がん患者家族支援
- がん知識の普及・啓発
- 検診施設の整備
- 調査研究への助成
- がん検診の推進
- 若手がん専門医、マンモグラフィ検診技師、診療放射線技師・医師・保健師・看護師など、専門家の育成研修
- 「がん征圧月間」「がん征圧全国大会」と「日本対がん協会賞」、その特別賞である「朝日がん大賞」
- 面接、電話によるがん無料相談[4]
- ピンクリボンフェスティバル
- リレー・フォー・ライフ
- がんサバイバー・クラブ

## ラジオ番組
『Changeの瞬間 〜がんサバイバーストーリー〜』（チェンジのとき がんサバイバーストーリー）は、朝日放送ラジオ（ABCラジオ）が制作・放送・配信している、がんとの向き合い方をテーマにしたトーク番組である。日本対がん協会が提供・協力・監修している。2020年4月5日放送開始。パーソナリティは八木早希。
がんの「予防・検診の推進」「患者や家族の支援」「正しい知識の普及」を番組のコンセプトとしている。各界のがんサバイバーをゲストに招き、診断や治療の経緯やがんと向き合った気持ちなどを八木との対談で明らかにして、生涯に「二人に一人」が罹患するとされるがんと向き合う生き方を学び考える。

### 放送時間・ネット局
- ABCラジオ 日曜 8:10 - 8:25（制作局、2020年4月5日 - 2025年3月30日）
- TBSラジオ 土曜 8:45 - 9:00（2021年4月3日 - 2025年3月29日）[注 2][注 3]

### 出演者
3回目以降を除き2週連続（2回）の出演となっている(コンビでの出演は3週連続)（氏名の後の×印は番組放送期間中に他界）。「サバイバー家族」として物故者の家族も出演している。過去の放送は一部を除きYouTubeで配信されている。

#### 2020年
- 矢方美紀[9]
- 山田邦子
- 垣添忠生
- 林家木久扇
- 村上弘明
- 宇留野純
- 麻木久仁子[10]
- 角盈男
- 佐藤B作
- 麻倉未稀
- 友寄蓮
- 河内家菊水丸[注 4]
- 村野武範
- 吉井怜[11]
- 垣添忠生（3回目）
- 音無美紀子
- 木山裕策
- 宮本亞門
- 小椋佳
- アグネス・チャン

#### 2021年
- 清水国明
- 小西博之
- 笠井信輔[12]
- 原口文仁[注 4]
- 南果歩
- 坂下千瑞子
- 堀ちえみ
- 原千晶
- 山本譲二
- 高杢禎彦
- 生稲晃子
- 古村比呂
- 中牟田俊男
- 逸見太郎（サバイバー家族）
- 中溝裕子[13]
- 小倉智昭×
- 向井亜紀
- 6代目三遊亭円楽×
- 愛華みれ
- 小栗香織[14]
- 塚本泰史
- 桑野信義[15]
- 仁科亜季子
- 辛坊治郎
- 椿浩平
- 矢澤亜希子

#### 2022年
- 大谷昭宏
- 攝津正
- 大森優斗
- 内田春菊
- 清水健（サバイバー家族）
- トミーズ雅
- 松崎悦子
- 相島一之
- 難波美智代
- 安河内眞美
- 立川談笑
- 垣添忠生（4回目）
- 小橋建太
- 室井佑月
- エイキミナコ[16]
- 小林香織[17]
- 鈴村拓也
- 川島章良
- 東ちづる
- 鳥越俊太郎
- 篠田節子
- 三木拓也
- 佐野史郎
- 水木一郎×
- 藤原喜明
- 園田マイコ[18]
- 岸本葉子

#### 2023年
- 早川史哉
- 岸田徹
- 本橋由香×
- 間寛平
- 河合彩
- たむらようこ[19]
- 矢方美紀（3回目）
- 柳家権太楼
- 東てる美
- 近藤明美[20]
- 長谷直美
- ワッキー
- 青木さやか
- 佐藤弥生
- 奥村伸二
- Nosuke
- 宮崎ますみ
- 宮川花子
- 里中満智子
- 金哲彦
- 江藤博利
- 阿久津友紀
- 中西智代梨
- 秋野暢子
- 岸博幸
- 笑福亭伯枝
- 田崎佑一

#### 2024年
- 赤松真人
- 入船亭扇海
- 大村崑
- 竹原慎二
- 立花理佐
- 中川恵一
- 高須将大
- 糟谷悟
- 稲沢朋子
- 及川晋平
- 森永卓郎×
- 松田陽子
- 小倉一郎
- 橋爪淳
- 忽那健太
- 大橋洋平
- 西丸優子
- 達川光男
- 宮野貴至
- 新津和良
- 洞口依子
- 見栄晴
- 佐藤B作 & 佐野史郎（ともに2回目）
- 小笠原早紀

#### 2025年
- 宮川花子 & 河内家菊水丸（ともに2回目）
- 梅宮アンナ
- 橋爪淳 & 中川恵一（ともに2回目）
- 鈴木美穂
- 長藤由理花

### 特別番組
2023年10月29日（日曜日）16:00 - 17:00には、ABCラジオ月 - 木曜午前のワイド番組で、土曜午前のワイド番組から移行した2009年7月より毎月最終水曜日に乳がん検診啓発コーナー「ピンクなエミ」を設けている『ドッキリ!ハッキリ!三代澤康司です』との合同特番『ドッキリ!ハッキリ!Changeの瞬間です』を関西ローカルで放送。スタジオ進行は三代澤康司（ABC出身のフリーアナウンサー）と八木で、前半は両者ともがんサバイバーである中川恵一（東京大学大学院がん専門医）と麻木久仁子（タレント）をパネラーに迎えた『Changeの瞬間』の公開収録の模様を放送。後半はスタジオゲストに小川恵理子（タレント）を迎え、小川が2023年夏に手術した乳がんについてのトークを展開した。
| ABCラジオ 日曜 8:10 - 8:25 | ABCラジオ 日曜 8:10 - 8:25                                                 | ABCラジオ 日曜 8:10 - 8:25   |
| 前番組                     | 番組名                                                                     | 次番組                       |
| -------------------------- | -------------------------------------------------------------------------- | ---------------------------- |
| ?                          | Changeの瞬間 〜がんサバイバーストーリー〜 （2020年4月5日 - 2025年3月30日） | 納得!お得!ラジオショッピング |
| TBSラジオ 土曜 8:45 - 9:00 |                                                                            |                              |
| 蓮見孝之 まとめて!土曜日   | Changeの瞬間 〜がんサバイバーストーリー〜 （2021年4月3日 - 2025年3月29日） | まとめて!土曜日              |